# Sălciua
Sălciua é uma comuna romena localizada no distrito de Alba, na região histórica da Transilvânia. A comuna possui uma área de 75.26 km² e sua população era de 1672 habitantes segundo o censo de 2007.